# General-Rafael-Urdaneta-Brücke
Die General-Rafael-Urdaneta-Brücke, spanisch Puente General Rafael Urdaneta, örtlich auch einfach puente sobre el Lago - Brücke über den See genannt, ist eine 8678 Meter lange Straßenbrücke über den Maracaibo-See im Bundesstaat Zulia in Venezuela, die die Stadt Maracaibo auf direktem Weg mit den übrigen Landesteilen Venezuelas verbindet, insbesondere über die Nationalstraße 3 mit der Hauptstadt Caracas. Sie ist nach dem aus Maracaibo stammenden großkolumbianischen General und Präsidenten Rafael Urdaneta benannt.
Sie war bei ihrer Fertigstellung die längste Schrägseilbrücke der Welt und gilt als die erste Schrägseilbrücke aus Beton.

## Beschreibung
Die Brücke überquert die Meerenge Canal de San Carlos auf einer südlich des Zentrums von Maracaibo gelegenen Trasse, was nicht die kürzeste Verbindung ist, wo aber ausreichend Platz für die Anschlüsse der Brücke an ihre weiterführenden Straßen vorhanden war. Außerdem waren die Bodenverhältnisse dort nicht ganz so schwierig wie auf der direkten Strecke.
Von Maracaibo aus steigt eine lange Rampenbrücke zu der Schrägseilbrücke mit sechs Pylonen und fünf Öffnungen mit Spannweiten von je 235 m, die sämtlich eine lichte Höhe von 45 m über dem Wasserspiegel haben. Auf der anderen Seite geht der absteigende Teil der Rampenbrücke über in eine lange, flache Strecke nur wenige Meter über dem Wasser und erreicht über einen Damm das gegenüberliegende Ufer.
Die Brücke hat vier Fahrstreifen, die in der Mitte durch Leitplanken getrennt sind, aber keine Pannenstreifen und keine Geh- oder Radwege.
Die sechs Pylone können nachts in unterschiedlichen Farben angestrahlt werden.

## Planungs- und Baugeschichte
Das venezolanische Bauministerium (Ministerio de Obras Públicas) hatte 1957 in seiner Ausschreibung für die Planung und den Bau einer Eisenbahn- und Straßenbrücke über den Maracaibo-See eine Hauptöffnung mit einer Spannweite von 400 m, fünf weitere Öffnungen mit 150 m und eine lichte Höhe von 45 m gefordert, alles andere aber den Bietern überlassen. Die Angebote für verschiedene Stahlbrücken lagen zwischen 284 und 760 Millionen Bolivares – seinerzeit rund 85 bis 227 Millionen US-Dollar. Lediglich das Angebot des Consorcio Puente Maracaibo der Firmen Precomprimido aus Caracas und Julius Berger aus Wiesbaden, für 330 Millionen Bolivares sah ein Stahlbetonbauwerk gemäß dem Entwurf von Riccardo Morandi vor. Dabei war vorgesehen, die verlangte große Hauptöffnung mit einer Schrägseilbrücke mit zwei Pylonen, die wesentlich größer als alle bis dahin bekannten Brücken dieser Bauart gewesen wäre, zu überspannen. Dieses Angebot war erfolgreich, da man von einem Betonbauwerk geringere Unterhaltskosten erwartete, weniger importiert werden musste und eine große Zahl einheimischer Ingenieure Erfahrungen im Spannbetonbau sammeln konnte.
Am 15. August 1957 wurde der Vertrag zwischen dem Bauministerium und dem Consorcio Puente Maracaibo unterzeichnet, das um die Unternehmen Grün & Bilfinger, Philipp Holzmann und Wayss & Freytag erweitert wurde. Für die schwierigen bodenmechanischen Fragen wurde Jean Kerisel aus Paris hinzugezogen. Das Laboratório Nacional de Engenharia Civil in Lissabon wurde vom Bauherrn mit Modellversuchen beauftragt. Als Prüfingenieure wurden Pierre Lardy, Gerold Schnitter und Fritz Stüssi von der ETH Zürich tätig.
1958 suchte die neue venezolanische Regierung nach Möglichkeiten einer Kostensenkung. Man verzichtete daher auf die Funktion der Eisenbahnbrücke und änderte die große Hauptöffnung in fünf kleinere Öffnungen zu je 235 m.
Die eigentlichen Bauarbeiten begannen im April 1959 und wurden in der vertraglich vereinbarten Zeit durchgeführt. Die Vermessungsarbeiten wurden von Heinz Günther Henneberg geleitet, der dies zum Thema seiner 1962 vorgelegten Dissertation machte. Am 24. August 1962 wurde die Brücke durch Rómulo Betancourt, den damaligen Präsidenten Venezuelas, feierlich eröffnet.

## Technische Einzelheiten
Das 8678,60 m lange Brückenbauwerk besteht insgesamt aus 135 Feldern und einem Damm, die nachfolgend mit den jeweiligen Spannweiten in Metern angegeben werden, beginnend am Ufer von Maracaibo:
22,6 / 2 × 46,6 / 65,8 / 15 × 85 / 160 / 5 × 235 / 160 / 11 × 85 / 65,8 / 77 × 46,6 / 20 × 36,6 / 35,8 / 406 (Damm).
Der Maracaibo-See ist auf der Trasse bis zu 18 m tief, darunter befinden sich 2 bis 28 m dicke Lagen aus Schlick und ältere Schichten, die nach dem Standard Penetration Test Schlagzahlen von über 20 pro 30 cm erreichten und daher als „fester Boden“ („terreno firme“) bezeichnet wurden. Er besteht überwiegend aus Sand mit Linsen aus Schluff und Ton mit bis 10 m Mächtigkeit sowie Bändern aus Sandsteinen und Konglomeraten. In rund 90 m Tiefe vom Wasserspiegel aus gemessen gab es eine Schicht von hartem Ton, die nach Westen hin anstieg. Sämtliche Pfeiler mussten daher im „festen Boden“ bis in eine Tiefe von 56 m reichenden Ramm- und Bohrpfählen gegründet werden, auf die aus dem Wasser ragende Pfahlkopfplatten betoniert wurden. Ramm- und Bohrpfähle waren aus Beton vorgefertigt. An einigen Stellen war der Boden so schlecht, dass insgesamt 712 Großbohrpfähle von 135 cm Durchmesser aus Spannbeton verwendet wurden. Sie waren bis zu 57 Meter lang und 110 Tonnen schwer und konnten bis 2000 Tonnen tragen, wurden mit einem Kran in die Bohrlöcher eingestellt und mit Zement verpresst.
Die lange Brücke konnte in der kurzen Zeit und kostengünstig nur mit möglichst vielen gleichen Teilen gebaut werden. Vergleichsweise einfach konstruiert ist der rund 4,3 km lange, flache östliche Teil mit Spannweiten von 36,6 bzw. 46,6 m. Wie bei einer Jochbrücke wird die Fahrbahn von je einem Betonrahmen mit vier senkrechten Stützen getragen. Zwischen diesen Betonrahmen wurden je vier an Land vorgefertigte Spannbetonträger nebeneinander eingehängt, die bis zu einer Höhe von 10 m direkt von zwei Schuten eingeschwommen wurden. Bei den bis auf 24 m ansteigenden Höhen war ein Schwimmkran erforderlich. Nach dem Schließen der Fugen zwischen den Trägern und der Querverspannung war damit die Platte für die Fahrbahn hergestellt.
Die Pfeiler der stärker ansteigenden Felder mit Spannweiten von 85 m bestehen aus V-förmigen Strukturen aus 2 × 4 Stahlbetonstreben, die einen vor Ort betonierten Pfeilertisch aus Spannbeton tragen. Der langsame Anstieg der Rampen wird erreicht, indem die Sockel der immer gleichen V-Strukturen auf immer höhere Streben gestellt werden, bis eine X-förmige Struktur entsteht. Zwischen den Pfeilertischen wurden wiederum je vier vorgefertigte Träger eingehängt.

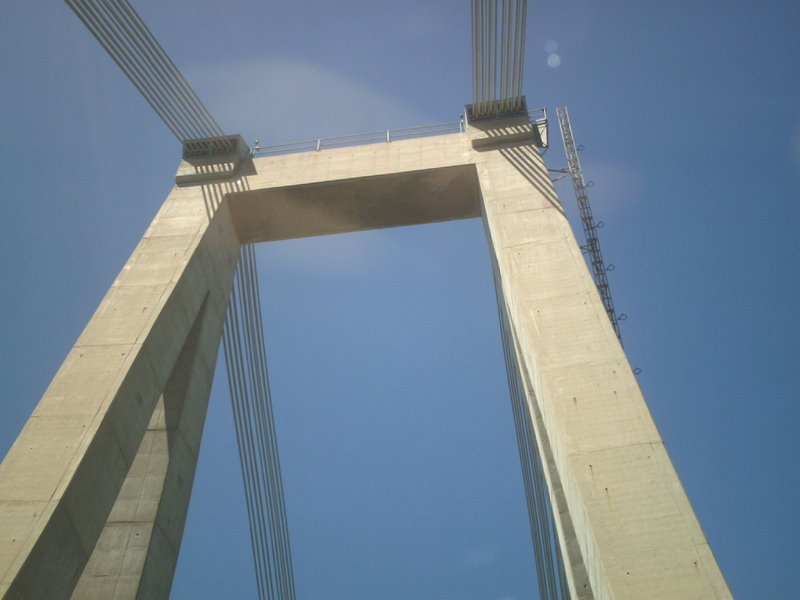
Spitze eines der Pylone

Die Pylone der Schrägseilbrücke bestehen aus zwei seitlich am Fahrbahnträger angeordneten A-förmigen Rahmen, die 92,5 m hoch und leicht nach innen geneigt sind. Ihre Stiele haben einen quadratischen Querschnitt, der sich nach oben verjüngt. Diese Rahmen sind oben und unter der Fahrbahnplatte durch Querriegel miteinander verbunden.
Innerhalb der Rahmen ist wiederum eine große V-förmige Struktur aus 2 × 2 breiten Stahlbetonstreben angeordnet, die von einer durch den Pylonrahmen weitgehend verdeckten A-Struktur überlagert wird. Sie wird deshalb auch als XX-Pfeiler bezeichnet. Dieser XX-Pfeiler trägt einen 44,39 m langen Pfeilertisch, der aus einem geschlossenen, dreizelligen Spannbeton-Hohlkasten mit einer Bauhöhe von 5 m besteht. Die Pfeilertische wurden in beide Richtungen durch 72,33 m lange Spannbeton-Kragarme verlängert, die auf Lehrgerüsten gebaut wurden, die von einem Schwimmkran eingehoben und an ihrem äußeren Ende durch Hilfspfeiler abgestützt wurden. An ihren äußeren Enden ist jeweils ein seitlich über den Rand hinausragender Seilquerträger eingebaut. Damit entstand ein Fahrbahnträger von 189,05 m Länge. Anschließend wurden je 16 vollverschlossene, 7,4 cm starke Schrägseile über die Kabelsattellager an den Pylonspitzen gezogen und in den Seilquerträgern verankert.
Zwischen den von den XX-Pfeiler gestützten und an den Schrägseilen angehängten 189,05 m langen Fahrbahnträgern wurden wiederum je vier vorgefertigte 46 m lange Spannbeton-Träger eingehängt, mit denen der Zwischenraum geschlossen wurde. Die Spannweite zwischen den Pylon-Achsen beträgt somit 235,05 m.
Der Fahrbahnträger ist insgesamt, jedoch ohne die seitlich angebrachten Seilverankerungen, 17,40 m breit. Auf ihm sind zwei asphaltierte Richtungsfahrbahnen mit 7,20 m Breite angeordnet, die von einem 1,20 m breiten Mittelstreifen mit Leitplanken getrennt werden.

## Schiffsunglück und Reparaturarbeiten
Am 6. April 1964 kollidierte der mit Öl beladene 198 m lange Tanker Esso Maracaibo mit 36.000 Tonnen dwt und einer Wasserverdrängung von rund 47.000 Tonnen, beladen mit 250.000 Barrel Rohöl nach dem Ausfall seiner elektrischen Systeme mit der Brücke, wodurch die Pfeiler 31 und 32 einstürzten. Dabei kamen sieben Personen ums Leben, die über die Brücke fuhren. Der Tanker kam aus Richtung des Maracaibo-Sees, wo sich besonders im Ostteil große Erdölvorkommen befinden. Der dem damals führenden Erdölproduzenten in Venezuela, der Creole Petroleum Corporation (kontrolliert von Standard Oil of New Jersey) gehörende Tanker sank nicht und wurde später wieder verwendet, es lief aber Öl aus. Die Tankerbesatzung bemerkte den Ausfall 2 km vor der Brücke und versuchte mit einem Anker zu bremsen, was aber zu spät kam. Das Schiff traf die Brücke abseits der Schifffahrtsstraße mit der Breitseite. Die Brücke wurde durch Precomprimido wiederhergestellt.
Wegen der starken Korrosion durch die Nähe zum Meer und Fehler bei der Wartung mussten alle Tragseile 1980 ausgetauscht werden.  Ende der 1990er Jahre wurde wiederum ein großer Sanierungsbedarf festgestellt wegen Korrosion an verschiedensten Stahlbetonteilen. Für die Kontrolle der Brücke ist seit 1996 die FLSTP (Fundación Laboratorio de Servicios Técnicos Petroleros) der Universidad del Zulia zuständig, für die Instandsetzungsarbeiten die venezolanische Baufirma Precomprimido, die auch beim Bau der Brücke wesentlich beteiligt war. Durch das Ausbaggern des Maracaibo-Sees für die Vertiefung der Schifffahrtslinien gab es einen Zufluss an Salzwasser, was die Korrosion erhöhte, da das Salz in den Beton eindringt, auch befördert durch den Wellenschlag, und greift den Stahl im Stahlbeton an. Nach Auskunft des Ingenieurs der FLSTP Alfredo Navarro 2018 sind die Pfeiler nahe der Stadt Maracaibo, wo die Schifffahrtslinie verläuft, am stärksten in Mitleidenschaft gezogen (Pfeiler Nr. 13 bis 15 und 17 bis 39 von insgesamt 134 Pfeilern, am schwersten nahe der Schifffahrtslinie zwischen Nr. 22 und 23). 1996 und 2004 wurden die Pylonen mit wasserfester Farbe angestrichen, der Anstrich wird alle fünf Jahre erneuert. Ein Problem sind die Rollenlager, auf denen die Einhängeträger der Fahrbahn beweglich gelagert sind. 2008 kam es wegen der Schäden an den Rollenlagern zu einem Bruch der Fahrbahn. 2012 wurden provisorische Stützen neben den Rollenlagern zwischen den Pfeilern Nr. 20 bis 25 angebracht, um im Fall eines Versagens die auf diesen aufliegenden Trägerbalken zu schützen. Alle Rollenlager zwischen Nr. 20 und Nr. 38 müssen Stand 2018 dringend ausgetauscht werden. Die offiziellen Stellen sind im Allgemeinen zurückhaltend mit Informationen über den Zustand der Brücke, der Ingenieur Alfredo Navarro versicherte aber 2018, dass keine alarmierenden Risiken bestehen, zumal die Verkehrslast reduziert wäre, die Pylonen könnten 11.000 Tonnen tragen, die Last sei aber zurzeit auf 2500 Tonnen begrenzt. Im August 2018 war die Brücke mehrere Tage gesperrt, da eine Stromleitung im Asphalt in Brand geraten war. Nach einem Zeitungsbericht der The Times von 2018 wurden die Wartungsarbeiten seit Jahrzehnten vernachlässigt. Die Kontrolle des Verkehrs, um Überlastungen der Brücke zu verhindern, wurde ebenfalls lax gehandhabt, so ist eine der Wiegeeinrichtungen für Lastwagen defekt.
Der Zustand der Brücke erweckte 2018 auch deswegen Interesse, weil das Polcevera-Viadukt in Genua, eine in vielem ähnliche Brücke Morandis, einstürzte. Im Gegensatz zu den nächsten von Morandi gebauten beiden großen Schrägseilbrücken hat die Maracaibo-Brücke aber keine Betonummantelung der Stahlseile.